# 希氏隆胎鳚
希氏隆胎鳚（學名：Emblemaria hyltoni），為輻鰭魚綱鳚形目煙管鳚科隆胎鳚屬的一種，分布於西大西洋貝里斯與宏都拉斯外海海域，深度可達64公尺，本魚體延長，頭短鈍，無刺，吻部有2條光滑的縱脊，口腔頂部兩側各有1排牙齒，眼上有1條觸鬚，鼻孔有短鬚，無側線、無鱗片，背鰭硬棘21-23枚、背鰭軟條13-17枚，臀鰭硬棘2枚、臀鰭軟條23枚，體身體乳白色，上身有淡淡的不規則深色條紋，從眼睛後方沿身體有兩排白色斑點，最上面一排14個斑點與沿背鰭前8個棘下的焦橙色小斑點交替出現，沿中腰至第20個背鰭棘下有7排班點，最下面一排前2個白色斑點之間有橘色斑點，胸鰭基部前有一個白色或橙色的斑點，頭有深色小點，前鰓蓋骨邊緣有6個白色斑點，鰓蓋骨中線焦橙色，虹膜黃色，眼睛周圍有一圈黑色，背鰭前部長刺黑色，有11條白色條紋，其餘鰭基部黑色，外緣白色，臀鰭白色，體長可達2.3公分，棲息在珊瑚礁區，通常躲在空的蠕蟲管中，以浮游動物為食，雌魚產附著性卵，由雄魚守護魚卵，生活習性不明。